# Torneig d'escacs de Linares
El Torneig Internacional d'Escacs Ciudad de Linares, va ser un torneig d'escacs organitzat entre 1978 i 2010, celebrat normalment el mes de febrer, i que prenia el nom de la ciutat on se celebrava, Linares, a la província de Jaén, a Andalusia. Pel seu prestigi internacional, era conegut com el Wimbledon dels escacs, ja que era un dels esdeveniments escaquístics més importants de l'any.
Ha estat, durant molt temps, un dels pocs torneigs internacionals en què hi participava pràcticament sempre en Garri Kaspàrov.

## Història
El torneig, creat i organitzat per Luis Rentero, va ser celebrat per primera vegada l'any 1978. En aquell moment no era encara un torneig d'elit i va ser guanyat pel Mestre Internacional suec Jaan Eslon. Des de llavors el torneig es va anar celebrant els anys imparells fins a 1987, quan es va celebrar a Linares el matx de candidats al títol mundial entre Anatoli Kàrpov i Andrei Sokolov. L'edició d'aquell any es va posposar a 1988 i des de llavors se celebra ininterrompudament, excepte el 1996, quan es va celebrar el Campionat del Món d'escacs femení.
Rentero estava totalment en contra de les taules acordades, per això a partir de 1991 va començar a donar premis als jugadors que lluitessin més les partides.
Un incident que va fer la volta al món el 1994 va ser quan Garri Kaspàrov va retrocedir un moviment contra Judit Polgár. Kaspàrov va agafar un cavall, el va deixar a una casella, després es va adonar que era incorrecta i va moure el cavall a un altre lloc. Polgár no va protestar i l'àrbitre tampoc no hi va intervenir.
Fins a l'any 1997 el torneig es va disputar pel sistema de lliga a una volta, però a partir de l'any 1998 es va passar a un format de doble volta.
L'edició de 2005 del Torneig de Linares passà a la història perquè Garri Kaspàrov, després de proclamar-se'n guanyador, va anunciar la seva retirada dels escacs professionals en la roda de premsa posterior al torneig. Després, només va tornar el 2006, per disputar un torneig amb Kàrpov, Víktor Kortxnoi i Judit Polgár, i el 2009, quan va jugar un matx, a València, contra Kàrpov.
Entre els anys 2006 a 2008, la primera meitat del torneig (les 7 primeres rondes) es va celebrar a Morelia, a Mèxic, mentre que la segona part es feia a Linares. Durant aquest temps, el torneig va passar a anomenar-se Torneig Internacional de Morelia-Linares. Els anys 2009 i 2010 el torneig es va celebrar íntegrament a Linares.
La XXVII edició, la del 2010, va ser la darrera que es va celebrar, quan l'alcalde de Linares, Juan Fernández, va decidir suspendre definitivament el Torneig.

## Guanyadors
| Edició | Any  | Campió              | Subcampió            | Tercer                   |
| ------ | ---- | ------------------- | -------------------- | ------------------------ |
| I      | 1978 | Jaan Eslon          | Roberto Debarnot     | Javier Ochoa de Echagüen |
| II     | 1979 | Larry Christiansen  | Víktor Kortxnoi      | Manuel Rivas Pastor      |
| III    | 1981 | Anatoli Kàrpov      | Larry Christiansen   | Bent Larsen              |
| IV     | 1983 | Borís Spasski       | Anatoli Kàrpov       | Ulf Andersson            |
| V      | 1985 | Ljubomir Ljubojević | Robert Hübner        | Lajos Portisch           |
| VI     | 1988 | Jan Timman          | Aleksandr Beliavsky  | Artur Iussúpov           |
| VII    | 1989 | Vassil Ivantxuk     | Anatoli Kàrpov       | Ljubomir Ljubojević      |
| VIII   | 1990 | Garri Kaspàrov      | Borís Guélfand       | Valery Salov             |
| IX     | 1991 | Vassil Ivantxuk     | Garri Kaspàrov       | Aleksandr Beliavsky      |
| X      | 1992 | Garri Kaspàrov      | Vassil Ivantxuk      | Jan Timman               |
| XI     | 1993 | Garri Kaspàrov      | Anatoli Kàrpov       | Viswanathan Anand        |
| XII    | 1994 | Anatoli Kàrpov      | Garri Kaspàrov       | Aleksei Xírov            |
| XIII   | 1995 | Vassil Ivantxuk     | Anatoli Kàrpov       | Aleksei Xírov            |
| XIV    | 1997 | Garri Kaspàrov      | Vladímir Kràmnik     | Michael Adams            |
| XV     | 1998 | Viswanathan Anand   | Aleksei Xírov        | Garri Kaspàrov           |
| XVI    | 1999 | Garri Kaspàrov      | Vladímir Kràmnik     | Viswanathan Anand        |
| XVII   | 2000 | Vladímir Kràmnik    | Garri Kaspàrov       | Péter Lékó               |
| XVIII  | 2001 | Garri Kaspàrov      | Judit Polgár         | Anatoli Kàrpov           |
| XIX    | 2002 | Garri Kaspàrov      | Ruslan Ponomariov    | Vassil Ivantxuk          |
| XX     | 2003 | Péter Lékó          | Vladímir Kràmnik     | Garri Kaspàrov           |
| XXI    | 2004 | Vladímir Kràmnik    | Garri Kaspàrov       | Péter Lékó               |
| XXII   | 2005 | Garri Kaspàrov      | Vesselín Topàlov     | Viswanathan Anand        |
| XXIII  | 2006 | Levon Aronian       | Teimur Radjàbov      | Vesselín Topàlov         |
| XXIV   | 2007 | Viswanathan Anand   | Aleksandr Morozévitx | Magnus Carlsen           |
| XXV    | 2008 | Viswanathan Anand   | Magnus Carlsen       | Levon Aronian            |
| XXVI   | 2009 | Aleksandr Grisxuk   | Vassil Ivantxuk      | Magnus Carlsen           |
| XXVII  | 2010 | Vesselín Topàlov    | Aleksandr Grisxuk    | Levon Aronian            |